# Philip Yancey

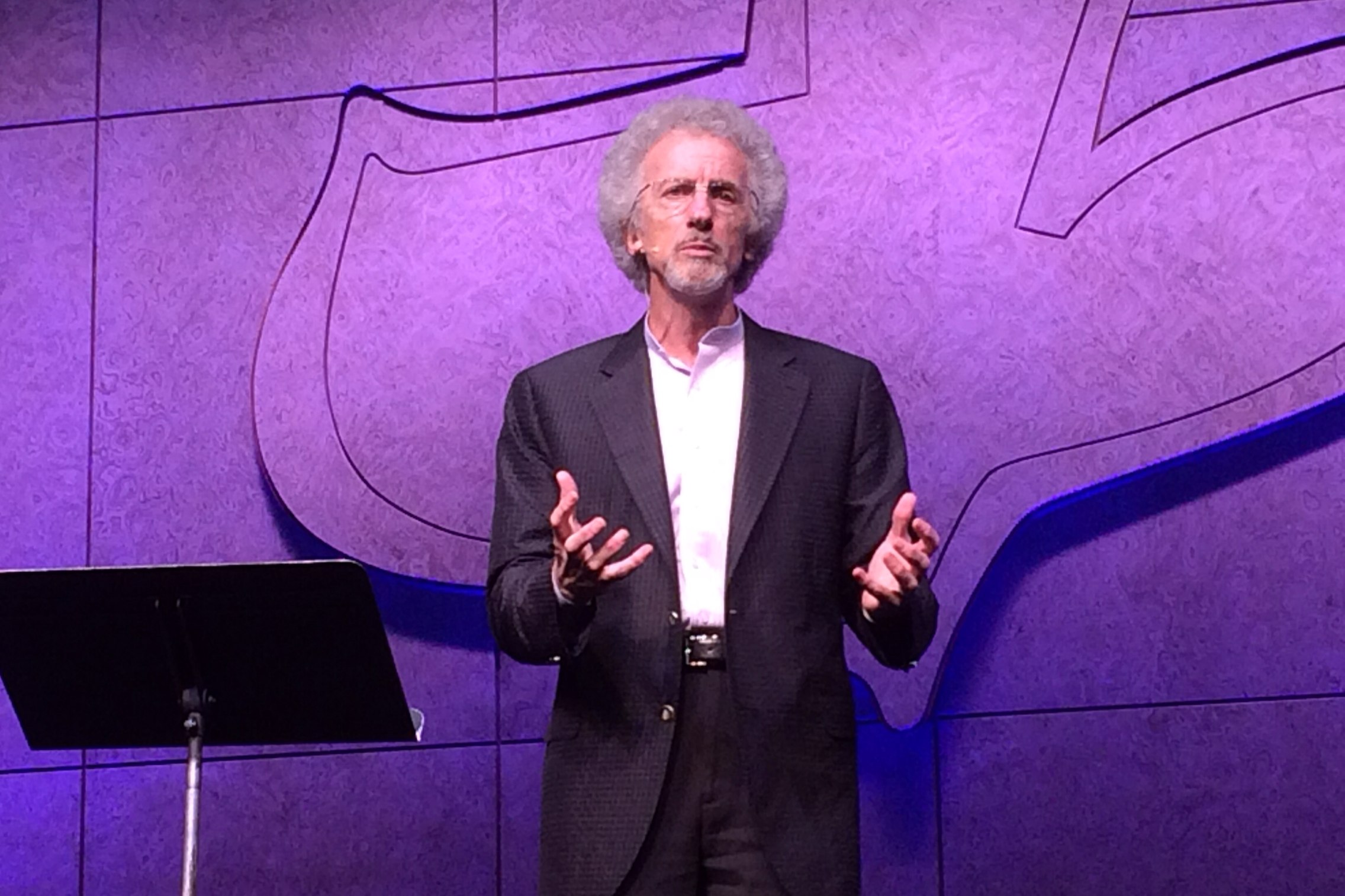
Philip Yancey

Philip Yancey (nascido em 1949) é um escritor e jornalista cristão americano. Seus livros venderam mais de 14 milhões de cópias, desde a sua estreia em 1977 e são lidos em 25 idiomas pelo mundo todo, fazendo dele um dos mais vendidos autores cristãos. Premiado duas vezes com o "Melhor livro do ano" pela ECPA, além de outros prêmios, Yancey colabora com a revista Christianity Today, como editor associado.

## Biografia
Órfão de pai com apenas 1 ano de idade, Philip Yancey viveu toda a infância e início da adolescência em Atlanta, onde frequentou uma igreja fundamentalista e conheceu de perto o ambiente permeado de racismo, comum do sul dos Estados Unidos na década de 1960, experiência detalhada em seu livro "Alma sobrevivente - Sou Cristão apesar da igreja".
Ele formou-se com louvor no Columbia Bible College e obteve dois diplomas de mestrado: um em Comunicação na Escola de Pós-graduação Wheaton College e outro em Língua Inglesa na Universidade de Chicago, para onde mudou-se em 1971. Ali também trabalhou colaborando com diversas publicações.
Desde 1992, vive com sua esposa nas montanhas do Colorado, onde continua a escrever. Em 2007 sofreu um grave acidente automobilístico, recuperando-se, porém, completamente, a ponto de conseguir completar em agosto do mesmo ano de 2007 seu objetivo pessoal de longa data: escalar todos os 54 picos com mais de 14 mil pés (4250m) do Colorado.

## Carreira
Em Chicago, para onde mudou-se em 1971, Philip Yancey juntou-se à equipe de Campus Life, uma publicação cristã voltada para o público universitário. Também escreveu artigos para Reader's Digest, The Saturday Evening Post, Publishers Weekly, Chicago Tribune Magazine, Eternity, Moody Monthly, e National Wildlife.
Ao longo de sua carreira, Yancey escreveu mais de uma dúzia de livros, cuja temática invariavelmente recai sobre assuntos desafiadores para a fé cristã entre eles, encontram-se títulos como Oração: ela faz alguma diferença?
"Oração: ela faz alguma diferença?", "Deus sabe que sofremos", "Maravilhosa Graça", "O Jesus que eu nunca conheci", "A Bíblia que Jesus lia", "O Deus (in)visível", publicados pela Editora Vida, "Decepcionado com Deus", "A Dádiva da Dor", "Alma sobrevivente - Sou cristão apesar da igreja", "Desventuras da vida cristã" (Editora Mundo Cristão), "Igreja: por que se importar" (Editora Sepal) e "Perguntas que precisam de respostas" (Editora Textus)..
Sobre sua postura como escritor, declara: "Eu escrevo livros para mim mesmo", escrevo livros para resolver questões que me incomodam, coisas para as quais não tenho resposta".
Apesar do sucesso editorial, a aceitação de Yancey não é unânime devido a suas opiniões diante de certas questões éticas contemporâneas. Recentemente uma entrevista dada por ele a uma publicação voltada para o público GLBT, foi recebida como uma endosso à orientação homossexual.